# 寶石戲院
寶石戲院是香港一家已經營超過四十年的戲院，位於九龍紅磡寶其利街2J，是香港現時唯一一間仍保留傳統戲院運作，使用「人手劃位」售票方式的戲院。

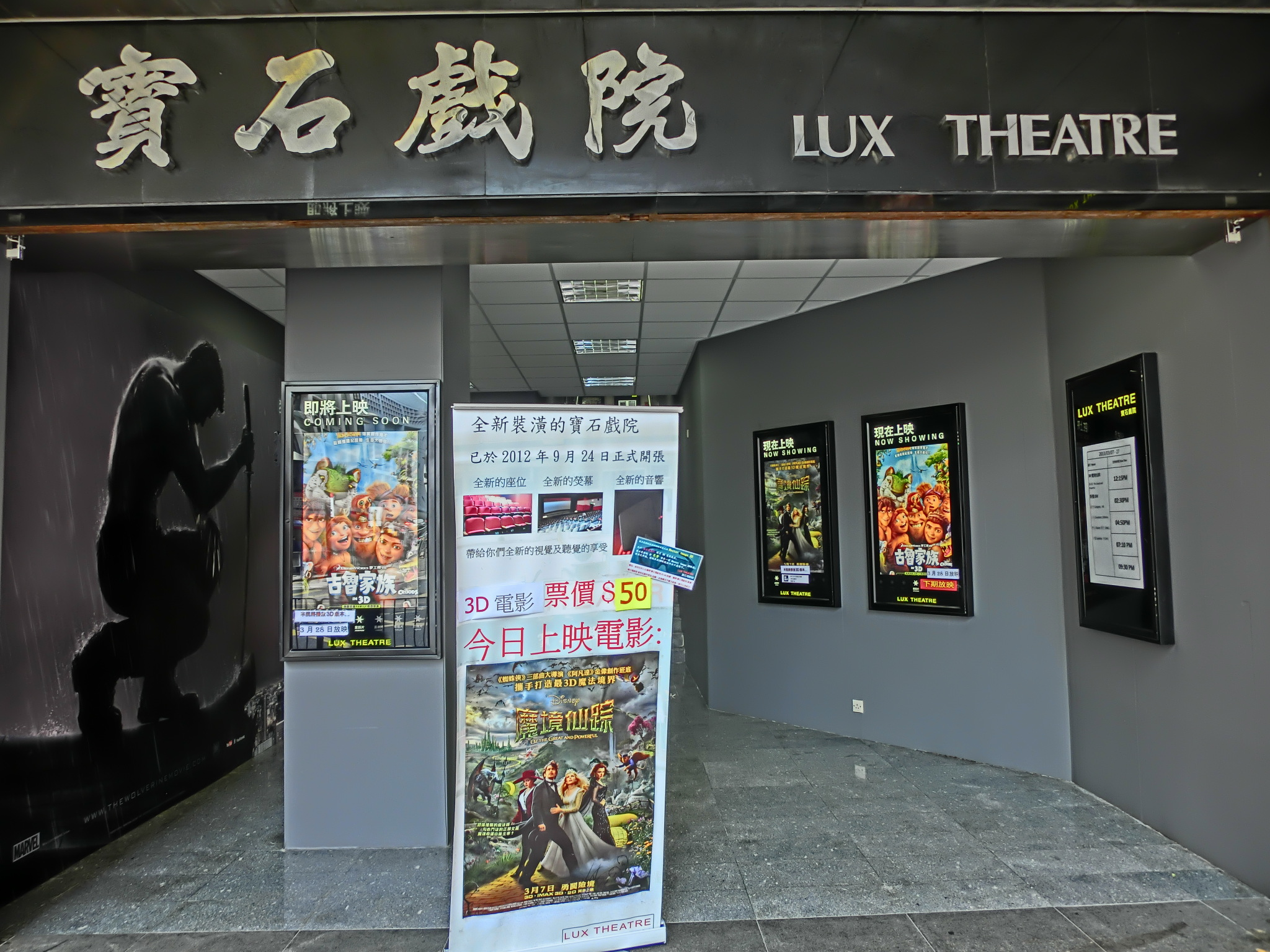
紅磡寶石戲院

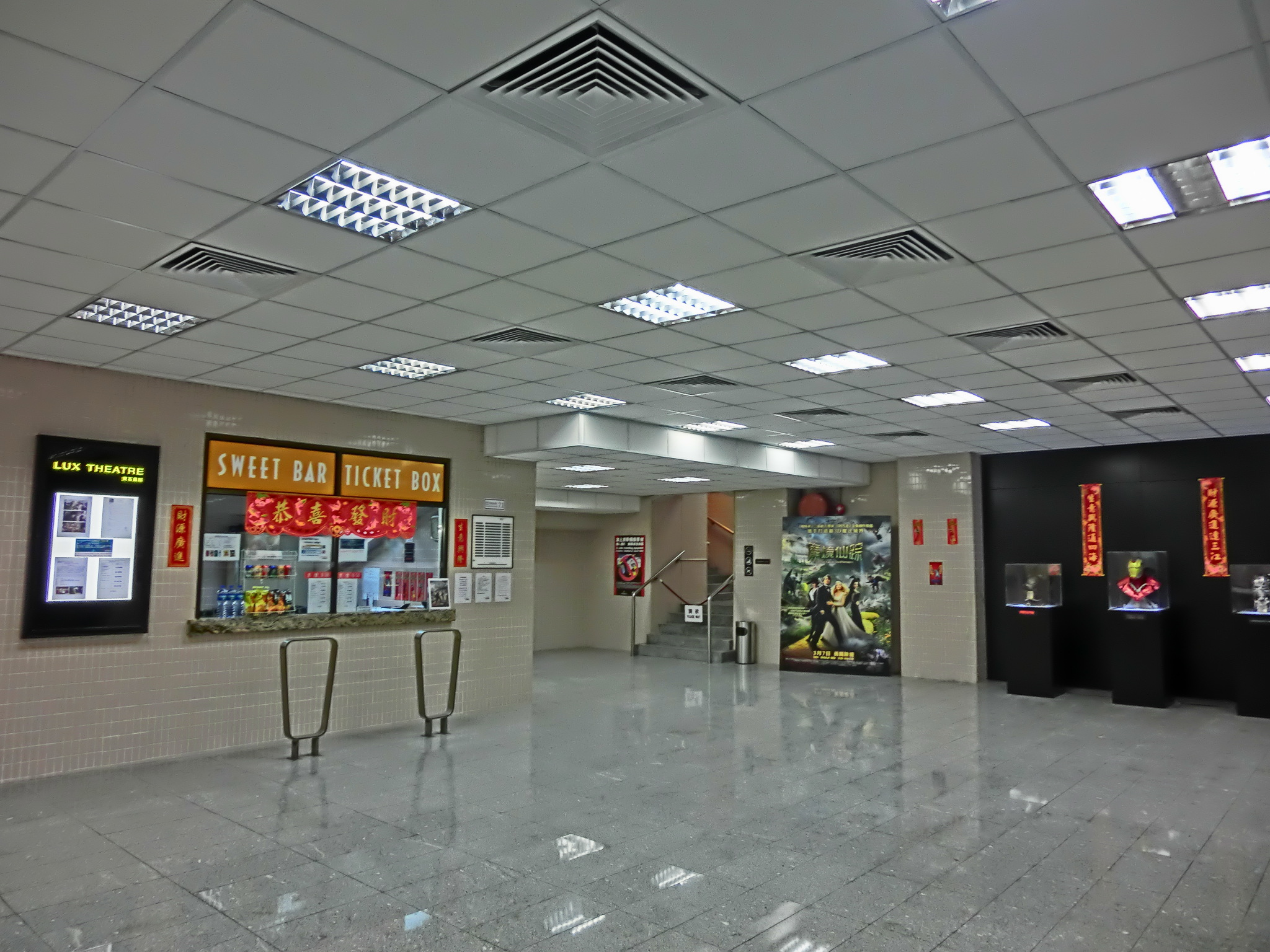
戲院大堂

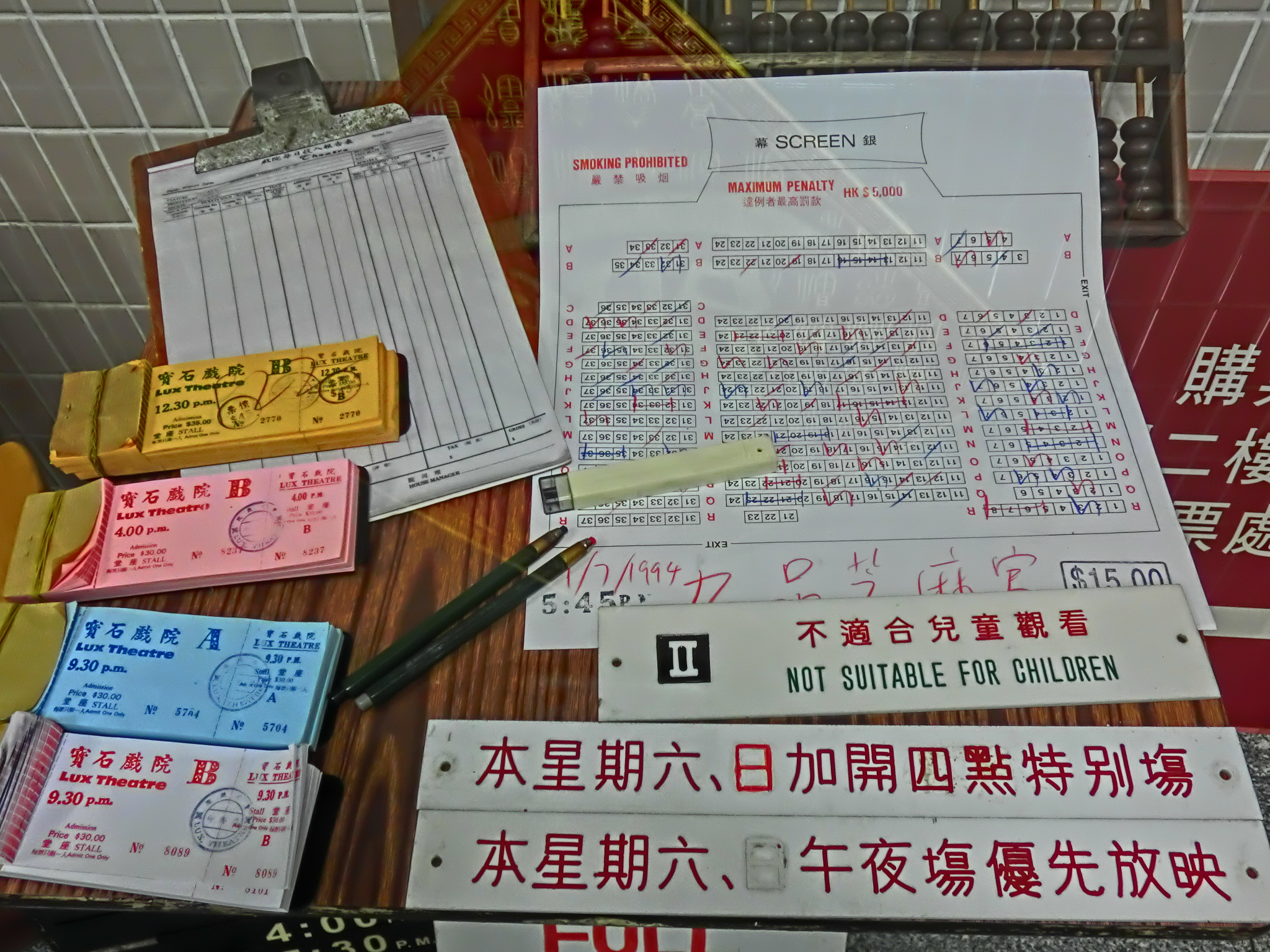
歷史展品

戲院由2010年起改由韓國CJ希杰集團營運，並在近年進行全面翻新工程，引入杜比7.1立體音
及3D放映系統，而售票大堂仍保留原1970年代傳統戲院裝修，其傳統特色吸引大量電影取景拍攝。加上戲院位置便利，故吸引不少電影迷前往。

## 戲院特色
寶石戲院是全港唯一一間仍保留傳統戲院用「人手劃位」售票方式的戲院，並未使用使用電腦劃票及售票系統。售票大堂仍保留原1970年代傳統戲院裝修，以白光管及雲石牆壁為主，更設有舊式出卡磅重機，收費每次$2。在一樓大堂，設有展覽「當年寶石」及展出舊式35mm電影放映機，讓大家了解昔日寶石戲院的狀況。
戲院現時只設有一間影廳，共363個座位，在近年進行全面翻新工程，更換全新座位、銀幕及音響。戲院引入數碼放映系統，備有7.1杜比立體音系統，採用韓國最新Master Image立體播援器，播放高質素3D立體電影，同時把最前兩行座椅拆掉，在銀幕前加築一個小舞台，用作舉辦座談會和相關活動，翻新後設有363個座位。
寶石戲院以票價廉宜見稱，裝修後戲院票價全日劃一。2023年，2D電影票價為$50至55，3D電影票價為$55，其中3D眼鏡更可免費借用，較其他戲院便宜得多，以3D電影來說，是全港票價最廉宜的戲院。

## 歷史
- 1970年開幕，為居住於紅磡區的居民提供IIA級或以上的電影放送。
- 1970年代至1980年代是香港電影業最興旺的年代，戲院由於地處舊區中心地帶，加上港產片盛行，故能吸引很多觀眾來院看電影，戲院的規模也是紅磡區一帶最大的，有1445個堂座，並另外設數間廂房給經濟環境較佳的客人可以在一個小空間內觀賞電影。
- 1988年，主要收購街坊戲院的新寶院線成立，並於1990年代初期收購了寶石戲院的業務。
- 90年代香港電影業步向衰落，加上同區的新戲院UA黃埔的競爭之下，設備較落後的寶石戲院已經顯得不合時代，以使戲院入場人數一直低微。其後於1995年進行改建，把原來樓下的堂座影室和街角的地下大堂改變成多家商舖，原地下的戲院多個出口被淪為商舖的倉庫或垃圾房。戲院大門收縮至只有一個小舖位般大，由一條樓梯通往一樓的戲院大堂，堂座座位更減至433個座位。
- 2010年8月，寶石戲院更改經營者，改由韓國CJ集團營運 [6]。
- 2012年7月9日戲院門外張貼通告，表示為營造更美好的環境下觀看影片，由7月12日起暫停營業全面裝修影院。[7]
- 2012年9月24日翻新後重開。裝修後的寶石戲院，設有全新座位、銀幕、音響及小舞台，引入數碼3D放映系統，仍保留傳統人手劃位售票方式。在戲院大堂新設「當年寶石」及舊式35mm電影放映機展覽，並於社交媒體Facebook及新浪微博開設官方專頁[8]。
- 2013年，賀歲片《2013我愛HK恭囍發財》劇情涉及70年代市民相約於戲院看電影的情況，於寶石戲院一樓售票大堂及放映院內取景拍攝。[9]
- 2013年4月25日起寶石戲院上映《鐵甲奇俠3》，開畫首四天寶石戲院的票房，每天錄得平均人次均過百，周末與周日更達至二百左右的水平，入座率比一些院線還要高，反映戲院寶石戲院的票價極具競爭力。當不少戲院都上調票價至一百元以上之時，寶石戲院放映的《鐵甲奇俠3》3D版本票價只需五十元，比一些戲院的2D電影還要平出一截，是最廉宜的選擇。[10]

## 外部連結
- 寶石戲院的Facebook專頁
- 寶石戲院的Instagram帳戶
- 寶石戲院的新浪微博
- YouTube上的寶石戲院頻道
- 寶石戲院戲院資料 （页面存档备份，存于）